# 베놈 (마블 코믹스)
베놈(영어: Venom Symbiote)은 마블 코믹스의 스파이더맨 시리즈에 등장하는 가공의 캐릭터로 영웅과 빌런 사이의 중간 캐릭터이다. 안티히어로 이면서 강도와 범죄자들을 먹는 등 다크히어로 적인 모습을 보여주기도 한다. 1988년 5월에 어메이징 스파이더맨 만화에 첫 등장하였다.
또 2018년 10월 <베놈>이라는 영화로 재탄생되었다. 베놈은 마블 코믹스의 여러 편에 자주 등장하였으며 안티 베놈, 에이전트 베놈 등 여러 모습으로 등장하였다. 또 자식인 카니지와는 자주 대립하였고, 만화 <킹인블랙>에서 에디 브록과 함께 심비오트의 신 '킹인블랙'이 되었다.